# André Lenz
André Lenz (* 19. November 1973 in Mülheim an der Ruhr) ist ein ehemaliger deutscher Fußballtorwart und heutiger Torwarttrainer.

## Karriere als Spieler
Lenz wuchs in Moers auf begann das Fußballspielen beim dortigen TV Asberg, bevor er sich noch in der Jugend für ein Jahr Bayer 05 Uerdingen anschloss. 1990 wechselte er zum Wuppertaler SV, bei dem er ab 1992 zum Profikader gehörte. Von 1992 bis 1994 spielte er mit Wuppertal in der 2. Bundesliga und danach in der Regionalliga West/Südwest. Im Sommer 1997 wechselte er zum Ligarivalen Alemannia Aachen, mit dem ihm 1999 die Rückkehr in die 2. Bundesliga gelang. Nach zwei Jahren als Stammtorwart in der 2. Bundesliga wechselte er 2001 zu Energie Cottbus in die Bundesliga. In seinem zweiten Jahr bei Energie konnte er sich als Stammtorwart etablieren und verdrängte Tomislav Piplica.
Nach dem Abstieg von Cottbus in die zweite Bundesliga wechselte er 2003 zum TSV 1860 München, bei dem er hinter Simon Jentzsch die Nummer zwei wurde. Im Jahr 2004 ging Lenz zum VfL Wolfsburg. Sein Münchner Konkurrent Jentzsch ging ebenfalls zu den Wölfen und Lenz musste sich weiter mit dem Platz auf der Ersatzbank begnügen. Nachdem Trainer Felix Magath Jentzsch kurz vor der Winterpause der Saison 2007/08 ausgemustert hatte, übernahm Lenz für drei Spiele die Position der Nummer 1. Nach der Winterpause trat er wieder hinter den neu verpflichteten Schweizer Nationaltorhüter Diego Benaglio in die zweite Reihe zurück. Im April 2009 wurde Lenz’ Vertrag bis 2010 verlängert. Nach Ablauf der Spielzeit 2008/09 wurde der VfL Wolfsburg erstmals in der Vereinsgeschichte deutscher Meister. Es ist zugleich Lenz erster Titelerfolg im Profifußball. Während der Saison vertrat er Stammtorhüter Benaglio in drei Spielen über die volle Zeit und in zwei weiteren nach Auswechselungen. Keine der Begegnungen wurde verloren.
Auch 2009/10 ersetzte Lenz Benaglio erst bei einer Rotsperre und zu Beginn der Rückrunde während einer langwierigen Verletzung. Allerdings zog er sich selbst eine Knöchelverletzung zu. Daraufhin übernahm die Nummer drei, Marwin Hitz, den Platz zwischen den Pfosten. Obwohl Lenz als nominelle Nummer zwei in die folgende Saison ging, erhielt Hitz bei einer erneuten längeren Verletzung Benaglios den Vorzug. Trotzdem kam Lenz noch einmal zum Einsatz, als Trainer Magath in der Endphase des Abstiegskampfs auf die Erfahrung des inzwischen 37-Jährigen setzte.
In der Saison 2010/11 stand Lenz weiter hinter Benaglio und Hitz, weshalb er nur noch einmal zum Einsatz kam: am 27. Spieltag im Bundesligaspiel zwischen dem VfB Stuttgart und dem VfL Wolfsburg, das 1:1 ausging.
Nach Auslaufen seines Vertrages am 30. Juni 2012 beendete Lenz seine aktive Karriere.

## Karriere als Funktionär und Torwarttrainer
Lenz übernahm nach seinem Karriereende zum 1. Juli 2012 das Amt des Teammanagers beim VfL Wolfsburg. Fünf Tage nach der Entlassung von Felix Magath beendete am 30. Oktober 2012 auch Lenz einvernehmlich die Zusammenarbeit mit dem VfL Wolfsburg.
Lenz war Torwarttrainer beim FC Fulham (2014) und bei Shandong Taishan (2016–2017), jeweils unter Magath als Cheftrainer.

## Privates
In der Nacht zum 9. Mai 2010 wurde Lenz in einer Diskothek in Wolfsburg niedergestochen, als die Mannschaft des VfL Wolfsburg Edin Džekos Gewinn der Torjägerkanone feiern wollte und es zu einer gewalttätigen Auseinandersetzung kam. Dabei wurde Lenz so schwer verletzt, dass er noch in derselben Nacht notoperiert werden musste. Der zuständige Staatsanwalt kam zu dem Schluss, dass „Lenz ausschließlich schlichtend eingreifen wollte“. Im Mai 2011 verurteilte das Amtsgericht Wolfsburg einen – inzwischen entlassenen – Türsteher der Diskothek wegen gefährlicher Körperverletzung zu einer Freiheitsstrafe von zwei Jahren auf Bewährung, nachdem er die Messerstiche auf Lenz zugegeben hatte. Zudem musste er Lenz ein Schmerzensgeld in Höhe von 7000 Euro zahlen.
Lenz besitzt Anteile an einer Kneipe in Barcelona, die von seinem Bruder geführt wird. Seit Ende 2022 arbeitet er als Fitness- und Personaltrainer im Aspria in Hannover.

## Erfolge
- Deutscher Meister mit VfL Wolfsburg: 2009